# ウィリアム・キャヴェンディッシュ (第3代デヴォンシャー伯爵)
第3代デヴォンシャー伯爵ウィリアム・キャヴェンディッシュ（英: William Cavendish, 3rd Earl of Devonshire, KB, FRS, 1617年10月10日 - 1684年11月23日）は、清教徒革命（イングランド内戦）から王政復古期にかけてのイングランドの貴族。

## 人物・生涯
サー・ウィリアム・キャヴェンディッシュ（後の第2代デヴォンシャー伯爵）と、初代キンロス卿エドワード・ブルースの娘であるクリスチャン・キャヴェンディッシュの間に長男として生まれる。1626年のチャールズ1世戴冠の際にバス勲章を授けられた。同年に父が襲爵したため、以後「キャヴェンディッシュ卿（Lord Cavendish）」の儀礼称号を称した。
父の家庭教師でもあった哲学者トマス・ホッブズや、母クリスチャンから教育を受ける。1608年に祖父の初代デヴォンシャー伯爵ウィリアム・キャヴェンディッシュの代からキャヴェンディッシュ家に仕えていたホッブズは1626年に祖父が、1628年に父が相次いで亡くなったため一時キャヴェンディッシュ家から離れていたが、1631年に戻り第3代デヴォンシャー伯爵に仕え直した。1634年から1637年にかけての彼のグランドツアーにも同行し、後に翻訳したトゥキディデスの『戦史』をデヴォンシャー伯に献呈している。デヴォンシャー伯もホッブズを支援し、1640年の選挙に立候補したホッブズを後押ししたが落選している。また従叔父のウィリアム・キャヴェンディッシュ（後の初代ニューカッスル公爵）もホッブズに目をかけ、ホッブズはデヴォンシャー系とニューカッスル系両方のキャヴェンディッシュ家に保護されていくことになる。
1628年に父の死去により第3代デヴォンシャー伯爵となる。1638年から1642年までダービーシャー統監（Lord Lieutenant of Derbyshire）に任じられた。
デヴォンシャー伯は有力な王党派（騎士党）であり、初代ストラフォード伯爵トマス・ウェントワースの私権剥奪に反対し、1642年には長期議会で他の8人の貴族とともに弾劾された。貴族院の裁判への出廷を拒否すると、除名の上ロンドン塔への収監命令が出された。彼はイングランドから逃れ、財産を差し押さえられた。
1645年に大陸から帰国、翌1646年に恩赦を受けて議会派へ￡5,000の罰金を払った後バッキンガムシャー州ラティマーで母と共に引退生活を送った。なお1645年10月13日にはチャールズ1世が同地を訪問し一泊している。
しかし帰国後も危険と隣り合わせで、同じく大陸に亡命していたホッブズに帰国するかどうかを書簡で尋ねていたが、彼と連絡を取り合っていた書簡を議会派に検閲され、1655年にはイングランド共和国に逮捕される目に遭っている（ほどなく釈放）。
1660年に王政復古が成るとデヴォンシャー伯はダービーシャー統監に復し、終身でその職にあった。また1668年から1669年までCommissoner of Tradeに任じられていた。王政復古後は公的生活から引退していたが、ホッブズとの繋がりを保ち彼を保護し続け、息子のウィリアム・キャヴェンディッシュ（後の初代デヴォンシャー公爵）はホッブズを政治の相談相手にしている。
1684年11月23日にサリー州のローハンプトン・ハウスで死去し、ダービーシャー州エデンサーに葬られた。
デヴォンシャー伯は科学と文学に興味を持っており、ジョン・イーヴリンと親しかったほか、1663年には設立されたばかりの王立協会のフェローに選出されている。ただし、ホッブズは王立協会とのトラブルから入会出来なかった。

## 家族

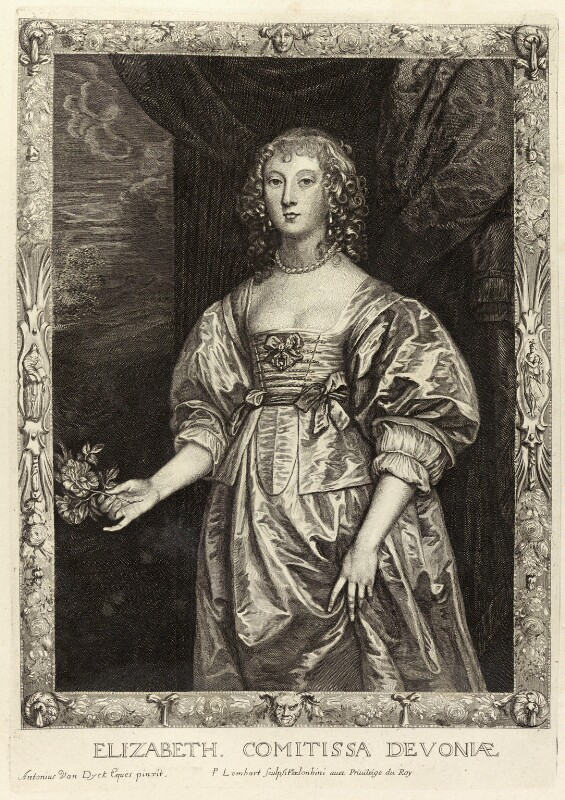
デヴォンシャー伯爵夫人エリザベス（1829年）

1638年もしくは1639年にレディ・エリザベス・セシルと結婚した。彼女は第2代ソールズベリー伯爵ウィリアム・セシルの次女であった。
- 初代デヴォンシャー公爵ウィリアム・キャヴェンディッシュ （1640年 - 1707年）[2][12] - 第4代デヴォンシャー伯爵（1684年襲爵）、初代デヴォンシャー公爵（1694年叙爵）
- チャールズ・キャヴェンディッシュ[2]（1670年/1671年没）
- アン・キャヴェンディッシュ[2][12]（1703年没） - 初めリッチ卿チャールズ・リッチ（第4代ウォリック伯爵チャールズ・リッチ（英語版）の息子）夫人、次いで第5代エクセター伯爵ジョン・セシル夫人

エリザベスは1689年に死去し、ウェストミンスター寺院に葬られた。